# Курсите
Курсите (фр. Courcité) насеље је и општина у западној Француској у региону Лоара, у департману Мајен која припада префектури Мајен.
По подацима из 2011. године у општини је живело 906 становника, а густина насељености је износила 29,52 становника/km². Општина се простире на површини од 30,69 km². Налази се на средњој надморској висини од 182 метара (максималној 269 m, а минималној 153 m).

## Демографија
| 1962. | 1968. | 1975. | 1982. | 1990. | 1999. | 2011. |
| ----- | ----- | ----- | ----- | ----- | ----- | ----- |
| 876   | 948   | 954   | 1.002 | 938   | 992   | 906   |

График промене броја становника у току последњих година